# Gătaia
Gătaia (em húngaro: Gátalja; em alemão: Gattaja; em sérvio: Гатаја; romaniz.: Gataja) é uma cidade (oraș) do județ (distrito) de Timiș, na região histórica do Banato (parte da Transilvânia), Roménia. Em 2011 tinha 5 891 habitantes e em 2016 estimava-se que tivesse 6 489 habitantes. A área administrada pela cidade tem 149,23 km² e inclui a aldeias de Butin (em húngaro: Temesbökény), Percosova (Berkeszfalu), Sculia (Szigetfalu), Șemlacu Mare (Mezősomlyó) e Șemlacu Mic (Vársomlyó).

## Descrição
A cidade situa-se em ambas as margens do rio Bârzava. A aldeia de Sculia também se situa no Bârzava, mas a oeste de Gătaia. As restantes aldeias da comuna situam-se a sul de Gătaia, em volta do monte Shumig. Pela cidade passa a estrada nacional DN58, que liga Timișoara a Reșița. A primeira fica a 52 km de Gătaia e a segunda a 47 km.
Em termos étnicos, segundo o censo de 2011, 72,3% da população era romena, 11,2% húngara, 7,3% eslovaca, 0,9% alemã, 0,6% sérvia e 0,6% cigana. Em termos religiosos, 61,1% dos habitantes eram fiéis da Igreja Ortodoxa Romena, 18,5% católicos romanos, 12,3% protestantes de vários ramos (7,2% pentecostais), 0,2% greco-católicos e 0,2% ortodoxos sérvios.
A menção mais antiga da localidade data de 1323, com o nome de Gothalö. Em 1779 passou a fazer parte do condado de Timiș do Reino da Hungria e em 1823 foi a cidade foi doada ao escritor húngaro Gorove László.

## Monumentos e infraestruturas
Instituições culturais
- Casa Nacional de Gătaia
- Centros culturais de Butin e Percosova
- Biblioteca municipal de Gătaia
- Biblioteca do Liceu Teórico de Gătaia

Locais de oração e mosteiros
- Igrejas ortodoxas romenas de Gătaia (duas, de 1793), Sculia (1862), Percosova (1910), Butin (1925) e Șemlacu Mare (1886)
- Igrejas católicas romanas de Gătaia (1870), Butin e Percosova (1911)
- Igrejas evangélicas luteranas de Butin (1818) e Șemlacu Mare (1845)
- Igreja reformada de Sculia
- Igrejas pentecostais de Kutaja e Butin
- Igreja batista de Gătaia
- Igreja adventista do sétimo dia de Gătaia
- Mosteiro de Săraca, fundado em 1270 em Șemlacu Mic

Outros monumentos
- Monumento aos Heróis, em Gătaia
- Monumento a Csizmarik Ladislau, uma das vítimas da Revolução Romena de 1989, cremado secretamente pela Securitate; em Gătaia